# Chirurgien
Pour les articles homonymes, voir Chirurgien (homonymie).
Un chirurgien est un médecin spécialiste en chirurgie. En France, cette spécialité requiert onze ans d'étude : six ans jusqu'au concours des épreuves classantes nationales et cinq ans d'internat, période de compagnonnage au cours de laquelle le chirurgien apprend son futur métier au contact de ses pairs. Ces onze années sont souvent interrompues par une année de recherche (M2), auxquelles s'ajoutent deux voire quatre années de "post-internat". Les chirurgiens effectuent ainsi jusqu'à seize années de formation. 

## Histoire

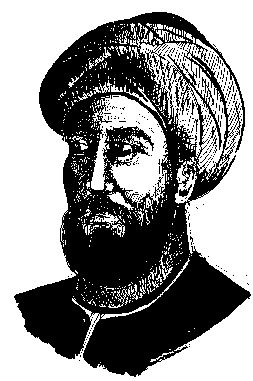
Image d'Abu Al-Qasim (Albucasis) qui est appelé « le père de la chirurgie ».

Les premières traces de la chirurgie remonte à la préhistoire. 
Du Moyen Âge au XVIIIe siècle, ce métier était pratiqué par le barbier chirurgien.
La Renaissance voit le renouveau de l'art chirurgical avec des hommes comme Harvey, Ambroise Paré ou encore Daviel. Cependant, la maîtrise de la chirurgie couronne un apprentissage qui ne réclame pas la même culture humaniste que dans la science médicale pour laquelle l'enseignement et la soutenance de thèse sont en latin. En 1692, Louis XIV prononce la séparation des barbiers-perruquiers d'avec les chirurgiens et exige un recrutement après une sélection sérieuse. 
L'avènement de la chirurgie moderne sera permise par deux évolutions majeures : la découverte de l'anesthésie et de l'asepsie. 